# Gle Jeumanga
Gle Jeumanga är en kulle i Indonesien.   Den ligger i provinsen Aceh, i den västra delen av landet, 1 800 km nordväst om huvudstaden Jakarta. Toppen på Gle Jeumanga är 105 meter över havet.
Terrängen runt Gle Jeumanga är kuperad åt nordost, men åt sydväst är den platt. Terrängen runt Gle Jeumanga sluttar västerut. Runt Gle Jeumanga är det tätbefolkat, med 257 invånare per kvadratkilometer. Närmaste större samhälle är Banda Aceh, 12,0 km väster om Gle Jeumanga. Omgivningarna runt Gle Jeumanga är en mosaik av jordbruksmark och naturlig växtlighet.